# IC 1764
IC 1764 est une galaxie spirale barrée située dans la constellation du Bélier. Sa vitesse par rapport au fond diffus cosmologique est de (4798 ± 19) km/s, ce qui correspond à une distance de Hubble de 70,8 ± 5,0 Mpc (∼231 millions d'al). IC 1764 a été découverte par l'astronome français Stéphane Javelle en 1896.
La classe de luminosité de IC 1764 est II et elle présente une large raie HI.
À ce jour, trois mesures non basées sur le décalage vers le rouge (redshift) donnent une distance de 60,400 ± 3,593 Mpc (∼197 millions d'al), ce qui est à l'intérieur des valeurs de la distance de Hubble.

## Groupe d'IC 187
IC 1764 fait partie du groupe d'IC 187. Ce groupe comprend au moins 14 galaxies, dont NGC 765, NGC 776, IC 187 et IC 1764. Ces quatre galaxies, ainsi qu'UGC 1451 (noté 0155+2507 (pour CGCG 0155.6+2507)) sont aussi mentionnées par Abraham Mahtessian dans un article paru en 1998. Mahtessian donne cependant le nom de groupe de NGC 765 à ce groupe de cinq galaxies.